# Światło zastane
Światło zastane – światło, jakie napotykamy w danej scenie podczas fotografowania; najczęściej jego źródłem jest słońce, lecz światło zastane może tworzyć również sztuczne oświetlenie pomieszczenia.
Termin ten odnosi się zarówno do warunków w plenerze, jak i w pomieszczeniach oświetlonych zarówno światłem docierającym przez okna jak sztucznymi źródłami.
Fotografowanie w świetle zastanym oznacza, że nie są wprowadzane dodatkowe źródła światła takie jak lampa błyskowa czy reflektor.